# الصحة في السعودية

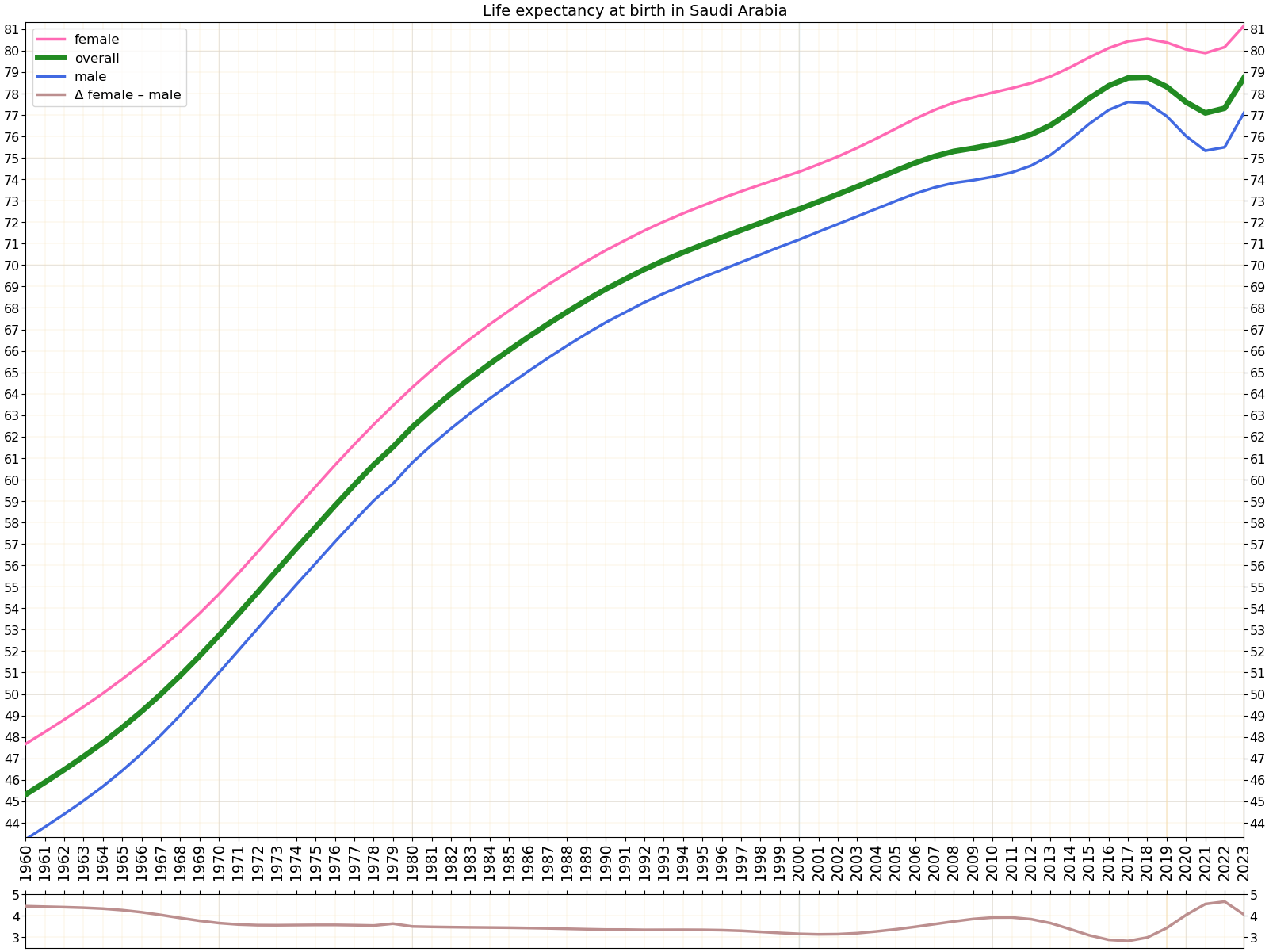
متوسط العمر المتوقع في السعودية وفقًا لمجموعة البنك الدولي (حتى عام 2022):: تحليل الاتجاهات حسب الجنس

تشير الصحة في المملكة العربية السعودية إلى الصحة العامة لسكان المملكة العربية السعودية، بدأت الحكومة في تحديد أولويات الرعاية الصحية الوقائية والصحة البيئية في عام 1925 بعد إنشاء قسم للصحة العامة، وقد جاء القرار بإنشائه بعد مرسوم ملكي من الملك عبد العزيز آل سعود.
أعلنت الحكومة عن خطط لزيادة الضرائب على المشروبات الغازية والتبغ في ديسمبر 2015.

## البدانة
بين عامي 1995-2000 كان 36.9% من السكان يعانون من زيادة الوزن و 35.6% يعانون من السمنة المفرطة، كانت المعدلات مرتفعة بين الأطفال الذين تتراوح أعمارهم بين 5-17؛ حيث كان 16.7% من الأولاد و 19.4% من الفتيات يعانون من زيادة الوزن، وبحلول عام 2006 كان 52% من الرجال و66% من النساء و18% من المراهقين و 15% من الأطفال قبل سن المدرسة يعانون من زيادة الوزن أو السمنة.
في عام 2008 كانت 17.99% من الوفيات حالات ناجمة عن أمراض القلب والأوعية الدموية، خلال هذا العام تم إجراء 95% من إجمالي 424,968 موعد لعيادات مرضى السكري للمواطنين السعوديين، 55% من هؤلاء المواطنين السكري كانوا من النساء بينما كان 44% من الرجال.
أفاد أحدث انتشار وطني لسمنة الأطفال (من سن 5 إلى 18) في المملكة العربية السعودية أن: 23.1% يعانون من زيادة الوزن و9.3% يعانون من السمنة بينما يعاني 2% من السمنة المفرطة (2٪).
جزء من السبب في ارتفاع معدل زيادة الوزن والسمنة بين السكان هم سكان المدن الذين يستهلكون الأطعمة مفرطة السعرات مع الاستمرار عليها كنظام حياتي، بالإضافة إلى ذلك كانت النساء أكثر عرضة لخطر السمنة بسبب المعتقدات الثقافية والدينية التي تتطلب من النساء البقاء في المنزل كربة منزل، يُحظر على النساء استخدام الصالات الرياضية وحمامات السباحة في الفندق كما أنهن يتعرضن للتحرش عند ممارسة الرياضة علنًا، ويستند هذا إلى الاعتقاد بأن إعطاء المرأة حرية ممارسة سيؤدي إلى فساد وتراجع الأمة، بينما في المدارس فإنه يتم تجنب ممارسة النشاط البدني للفتيات لأن البعض يخشون أن يؤدي تغيير الملابس خارج المنزل إلى فقدان الفتيات لخجلهن وهو نوع من الأخلاق الرائعة.
كجزء من هدف منظمة الصحة العالمية للقضاء على استخدام الدهون غير المشبعة الاصطناعية بحلول عام 2023 اتخذت المملكة العربية السعودية تدابير جادة للحد من الدهون غير المشبعة في صناعة الأغذية، وفي سياق مماثل فرضت المملكة العربية السعودية ضريبة بنسبة 50% على المشروبات الغازية.

## التدخين
في يونيو 2010 حث مجلس وزراء الهيئة العامة للطيران المدني (GACA) على تقييد التدخين في جميع المطارات ومنشآتها في المملكة وفُرضت قواعد صارمة، كما نصح GACA بفرض غرامة قدرها 200 ريال سعودي (53 دولارًا أمريكيًا) على الأشخاص الذين ينتهكون اللوائح الجديدة، حظرت العديد من المباني التجارية وأماكن العمل التدخين في المكاتب في محاولة للتوقف عن التدخين في الأماكن العامة، بالإضافة إلى ذلك أطلقت جامعة الملك فهد للبترول والمعادن في الظهران برنامجًا في عام 2010 لجعل جامعتهم خالية من التدخين، وأطلقت جامعة أم القرى في مكة حملة تحمل العنوان نفسه   في عام 2011. في مايو 2012 منع مستشفى ومركز أبحاث الملك فيصل التخصصي في الرياض الناس من التدخين داخل المباني وحولها وهي الخطوة الأولى من نوعها في البلاد، نفذت المستشفى غرامات بقيمة 200 ريال سعودي عن المخالفات.
في 30 يوليو 2012 أمر وزير الداخلية الأمير أحمد بن عبد العزيز بتنفيذ حظر ملكي على التدخين في جميع المنشآت الحكومية (الوزارات والمباني والمؤسسات والمكاتب وغيرها) ومعظم الأماكن العامة المغلقة، يمنع الحظر أيضًا تدخين النارجيلة في الأماكن العامة ويحظر بيع التبغ لأي شخص أقل من 18 عامًا. في 1 ديسمبر 2012 فرضت الهيئة الهيئة العامة للسياحة والتراث الوطني السعودية (SCTA) حظراً على التدخين في جميع المنشآت السياحية.
في عام 2019 حصلت المملكة العربية السعودية على جائزة لمكافحة ومنع التدخين في الدورة الثانية والسبعين لجمعية الصحة العالمية، تم اتخاذ قرار آخر في عام 2019 يفرض رسومًا على المطاعم والمقاهي التي تبيع منتجات التبغ بمبلغ سنوي قدره 26,675 دولارًا، جدير بالذكر أن المملكة العربية السعودية فرضت ضريبة بنسبة 100% على السجائر الإلكترونية.

## الوقاية من السرطان
في خطوة حديثة أعلنت المملكة العربية السعودية في فبراير 2019 أنها ستتخذ تدابير جادة للوقاية من السرطان، في هذا السياق تهدف المملكة العربية السعودية إلى أن تكون رائدة عالميًا في هذا المجال، خاصة وأن السرطان أصبح القاتل الأول في الشرق الأوسط. وبالتالي فإن وزارة الصحة السعودية ستقوم بعدد من المبادرات التي تشمل: تنفيذ برنامج فحص متقدم وتحسين الرعاية التلطيفية وتنمية الوعي في مجال الرعاية الصحية.

## الهيئات الصحية الشرعية
في ديسمبر 2022 أُعلن عن اكتمال انتقال اختصاصات الهيئات الصحية الشرعية من وزارة الصحة إلى القضاء العام، وذلك بعد توقيع مذكرة تفاهم تنفيذية بحضور وزير العدل وليد بن محمد الصمعاني ووزير الصحة فهد بن عبدالرحمن الجلاجل. وبيّنت وزارة الصحة أن نقل اختصاص الهيئات الصحية الشرعية إلى القضاء العام سيسهم في سرعة الإنجاز للبت في القضايا ومنها الأخطاء الطبية، كما "بيّنت الوزارة أن اختصاصات الهيئات الصحية الشرعية التي ستنظرها المحاكم هي دعاوى الأخطاء الطبية، والنظر في الأخطاء المهنية الصحية المتعلقة بالحق الخاص كالدية والتعويض والأرش، وكذلك الأخطاء المهنية الصحية التي ينتج عنها وفاة، أو تلف عضو من أعضاء جسم الإنسان، أو فقد منفعته أو بعضها حتى ولو لم يكن هناك دعوى بالحق الخاص، وأيضاً النظر في مسؤولية المؤسسات الصحية الخاصة عن الأخطاء الطبية المهنية المتعلقة بالحق الخاص أو العام".